# Thomas Henry
Thomas Henry (Argenteuil, 20 settembre 1994) è un calciatore francese, attaccante dello Standard Liegi.

## Caratteristiche tecniche
Di ruolo centravanti, è abile a difendere la palla ed è pericoloso nel gioco aereo. Spesso viene incontro ai compagni come punto di riferimento sulla trequarti, e si è distinto per il suo uso frequente di sponde di prima, oltre che di colpi di suola e di tacco.

## Carriera

### Club

#### Beauvais
Cresce calcisticamente nel Beauvais nella cui seconda squadra, militante nella terza categoria francese. La stagione successiva gioca con la prima squadra nel Championnat de France amateur (campionato di quarto livello) dove si mette in mostra con 14 reti in 34 partite.

#### Saint-Raphael, Nantes e Chambly
L'anno successivo si trasferisce al Fréjus St-Raphaël, squadra della terza serie, dove realizza 2 reti in 21 partite. A fine stagione viene acquistato per 500.000 euro dal Nantes. Dopo sei mesi nella squadra riserve debutta in prima squadra nella Ligue 1, giocando però soltanto 34 minuti in due partite. Successivamente viene ceduto al Chambly, militante nella terza serie francese.

#### OH Lovanio
Il 17 agosto 2019 viene acquistato per un milione di euro dall'OH Lovanio, compagine militante nella serie B belga con cui vince il campionato. Nella Pro League 2020-2021 viene nominato vice-cannoniere della competizione con 21 gol. 

#### Venezia
Il 24 agosto 2021 viene acquistato dal Venezia, in Serie A, per 5,5 milioni di euro, diventando l'acquisto più costoso della storia del club. Tre giorni dopo esordisce in serie A nella partita in casa dell'Udinese, persa per 3-0. L'11 settembre seguente realizza la sua prima rete con i veneti in occasione del successo per 1-2 in casa dell'Empoli. Colleziona 9 reti e 3 assist in 33 presenze di Serie A, ma non riesce a evitare la retrocessione dei lagunari.

#### Verona e prestito a Palermo
Il 16 luglio 2022 viene acquistato dal Verona, sempre in Serie A per 5 milioni di euro, più il 40% di una futura rivendita. Esordisce con i veronesi il 7 agosto seguente, nella partita dei trentaduesimi di Coppa Italia, persa 1-4 col Bari. Il 15 agosto, all'esordio in campionato con i veronesi, segna il gol del provvisorio 2-2 contro il Napoli, partita poi persa per 2-5. Il 21 agosto, invece, segna il gol nel pareggio della trasferta contro il Bologna. Il 23 gennaio 2023, durante l'incontro di campionato con il Lecce, Henry riporta una rottura del legamento crociato anteriore del ginocchio destro, infortunio che lo costringe a chiudere la propria stagione anticipatamente.
Il 16 luglio 2024, Henry viene acquistato dal Palermo, in Serie B, in prestito con diritto di riscatto fissato a 2.5 milioni di euro, commutabile in obbligo al verificarsi di determinate condizioni. Il 14 settembre segna la sua prima rete con i rosanero, nel successo per 3-1 in casa della Juve Stabia. Il 3 luglio 2025, dopo aver fatto ritorno ai gialloblù, risolve il contratto con la squadra scaligera.

#### Standard Liegi
Poche ore dopo essere rimasto svincolato, viene annunciato il suo ingaggio da parte dello Standard Liegi, con cui sottoscrive un accordo biennale con opzione di rinnovo per un'ulteriore stagione.

## Statistiche

### Presenze e reti nei club
Statistiche aggiornate al 12 maggio 2025.
| Stagione          | Squadra           | Campionato        | Campionato | Campionato | Coppe nazionali | Coppe nazionali | Coppe nazionali | Coppe continentali | Coppe continentali | Coppe continentali | Altre coppe | Altre coppe | Altre coppe | Totale | Totale |
| Stagione          | Squadra           | Comp              | Pres       | Reti       | Comp            | Pres            | Reti            | Comp               | Pres               | Reti               | Comp        | Pres        | Reti        | Pres   | Reti   |
| ----------------- | ----------------- | ----------------- | ---------- | ---------- | --------------- | --------------- | --------------- | ------------------ | ------------------ | ------------------ | ----------- | ----------- | ----------- | ------ | ------ |
| 2013-2014         | Beauvais          | CN2               | ?          | ?          | CF              | 1               | 0               | -                  | -                  | -                  | -           | -           | -           | 1      | 0      |
| 2014-2015         | Fréjus St-Raphaël | CN                | 21         | 2          | -               | -               | -               | -                  | -                  | -                  | -           | -           | -           | 21     | 2      |
| 2015-2016         | Nantes            | L1                | 2          | 0          | CF+CdL          | -               | -               | -                  | -                  | -                  | -           | -           | -           | 2      | 0      |
| 2016-2017         | Chambly           | CN                | 25         | 4          | CF              | 2               | 0               | -                  | -                  | -                  | -           | -           | -           | 27     | 4      |
| 2017-2018         | Chambly           | CN                | 22         | 4          | CF              | 6               | 1               | -                  | -                  | -                  | -           | -           | -           | 28     | 5      |
| Totale Chambly    | Totale Chambly    | Totale Chambly    | 47         | 8          |                 | 8               | 1               |                    | -                  | -                  |             | -           | -           | 55     | 9      |
| 2018-gen.2019     | Tubize            | 1B                | 16         | 11         | CB              | 1               | 0               | -                  | -                  | -                  | -           | -           | -           | 17     | 11     |
| gen.-giu. 2019    | OH Lovanio        | 1B                | 7+6        | 2+3        | CB              | -               | -               | -                  | -                  | -                  | -           | -           | -           | 13     | 5      |
| 2019-2020         | OH Lovanio        | 1B                | 25+2       | 15         | CB              | 2               | 1               | -                  | -                  | -                  | -           | -           | -           | 29     | 16     |
| 2020-2021         | OH Lovanio        | PL                | 31         | 21         | CB              | 2               | 0               | -                  | -                  | -                  | -           | -           | -           | 33     | 21     |
| lug.-ago. 2021    | OH Lovanio        | PL                | 4          | 3          | CB              | -               | -               | -                  | -                  | -                  | -           | -           | -           | 4      | 3      |
| Totale OH Lovanio | Totale OH Lovanio | Totale OH Lovanio | 67+8       | 41+3       |                 | 4               | 1               |                    | -                  | -                  |             | -           | -           | 79     | 45     |
| ago. 2021-2022    | Venezia           | A                 | 33         | 9          | CI              | 1               | 0               | -                  | -                  | -                  | -           | -           | -           | 34     | 9      |
| 2022-2023         | Verona            | A                 | 16         | 2          | CI              | 1               | 0               | -                  | -                  | -                  | -           | -           | -           | 17     | 2      |
| 2023-2024         | Verona            | A                 | 18         | 3          | CI              | 1               | 0               | -                  | -                  | -                  | -           | -           | -           | 19     | 3      |
| Totale Verona     | Totale Verona     | Totale Verona     | 34         | 5          |                 | 2               | 0               |                    | -                  | -                  |             | -           | -           | 36     | 5      |
| 2024-2025         | Palermo           | B                 | 24         | 2          | CI              | 1               | 0               | -                  | -                  | -                  | -           | -           | -           | 25     | 2      |
| Totale carriera   | Totale carriera   | Totale carriera   | 252        | 81         |                 | 18              | 2               |                    | -                  | -                  |             | -           | -           | 270    | 83     |